# Calle de Ochoa Ondátegui
La calle de Ochoa Ondátegui es una vía pública de la ciudad española de Segovia.

## Descripción

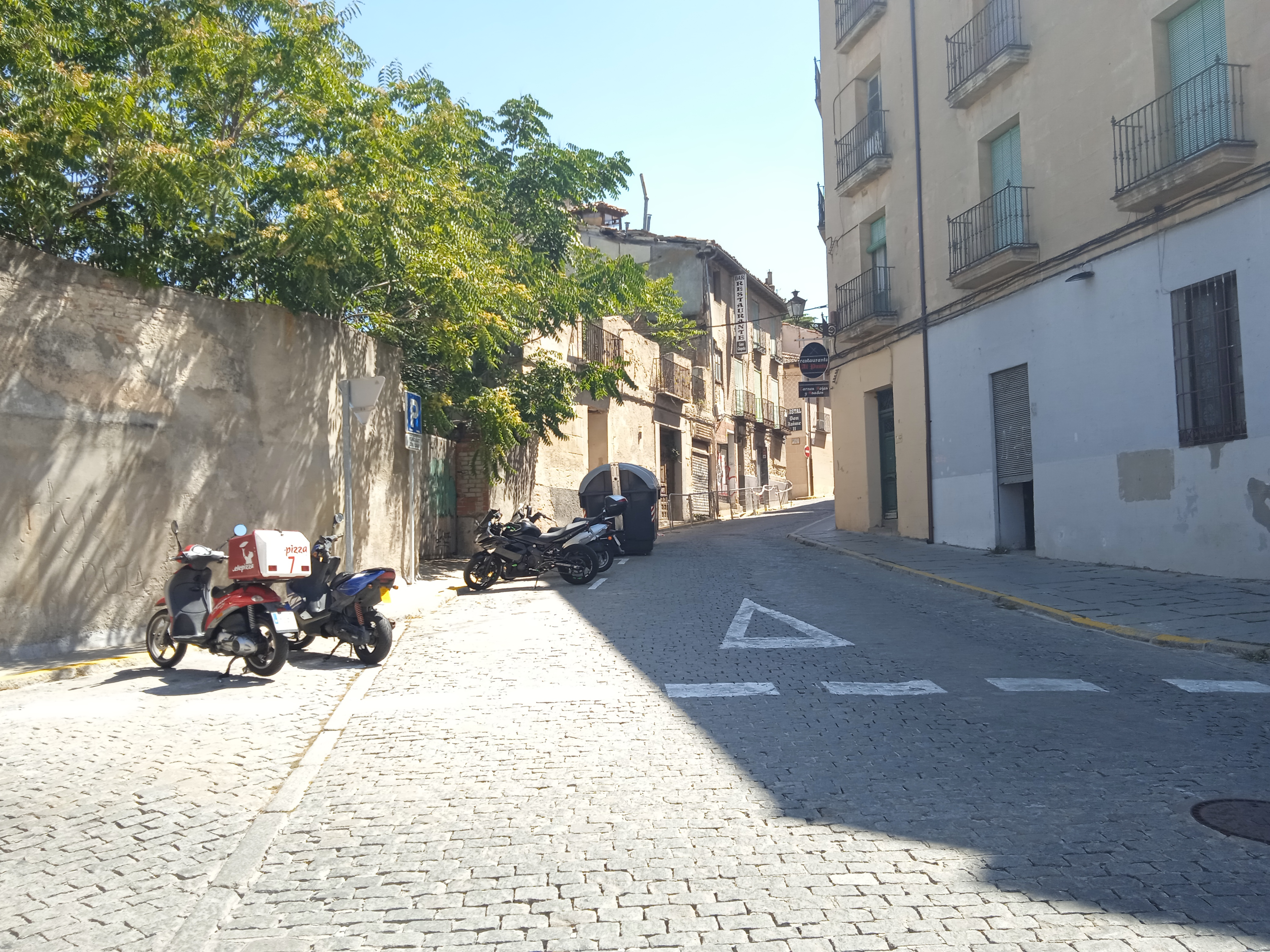
Vista de la calle de Ochoa Ondátegui

La vía, que se conoció como «calle de San Antolín» porque albergó la iglesia de ese nombre, honra con el título actual a Diego Ochoa de Ondátegui (1682-1751), industrial y filántropo natural de la ciudad. Discurre desde la calle de Fernán García hasta la plaza del Salvador. Aparece descrita en Las calles de Segovia (1918) de Mariano Sáez y Romero con las siguientes palabras:

Ochoa Ondátegui.—Se entra por la calle de Fernán García y sale a la plazuela del Salvador. Tributa recordación a la memoria del ilustre segoviano D. Diego Ochoa de Ondátegui, patricio filántropo que empleó sus bienes en obras de enseñanza y beneficencia y fué enterrado en la iglesia de San Francisco. Nació en 7 de diciembre de 1682 e hizo su testamento en 5 de marzo de 1751, muriendo en 14 de agosto de dicho año 1751, y en la misma casa que nació, la que hoy ocupa la fundación González. Ganadero, fabricante de paños, exportador de lanas, gran propietario, en su testamento instituyó varias fundaciones benéficas y de enseñanza regidas por un patronato, y suprimido por diversas disposiciones, se agregaron después bienes de algunas de sus fundaciones, al Instituto provincial que ocupa hoy el antiguo colegio de Ondátegui, después de grandes reformas que se hicieron en el edificio. Se llamaba antes la calle de San Antolín, por la iglesia de este nombre, ya en ruinas, románica y erigida en el siglo X [...]. La calle conduce a los barrios de San Justo y del Salvador; en ella se destaca una hermosa casa de piedra, que fué de D. Ezequiel González, fundador de las escuelas para niños que hay en la plazuela del Salvador, y a esta calle da el Instituto de 2.ª enseñanza, por donde tienen entrada la Biblioteca provincial y el Museo González.
(Sáez y Romero, 1918, pp. 123-124)